# Markt Gariūnai

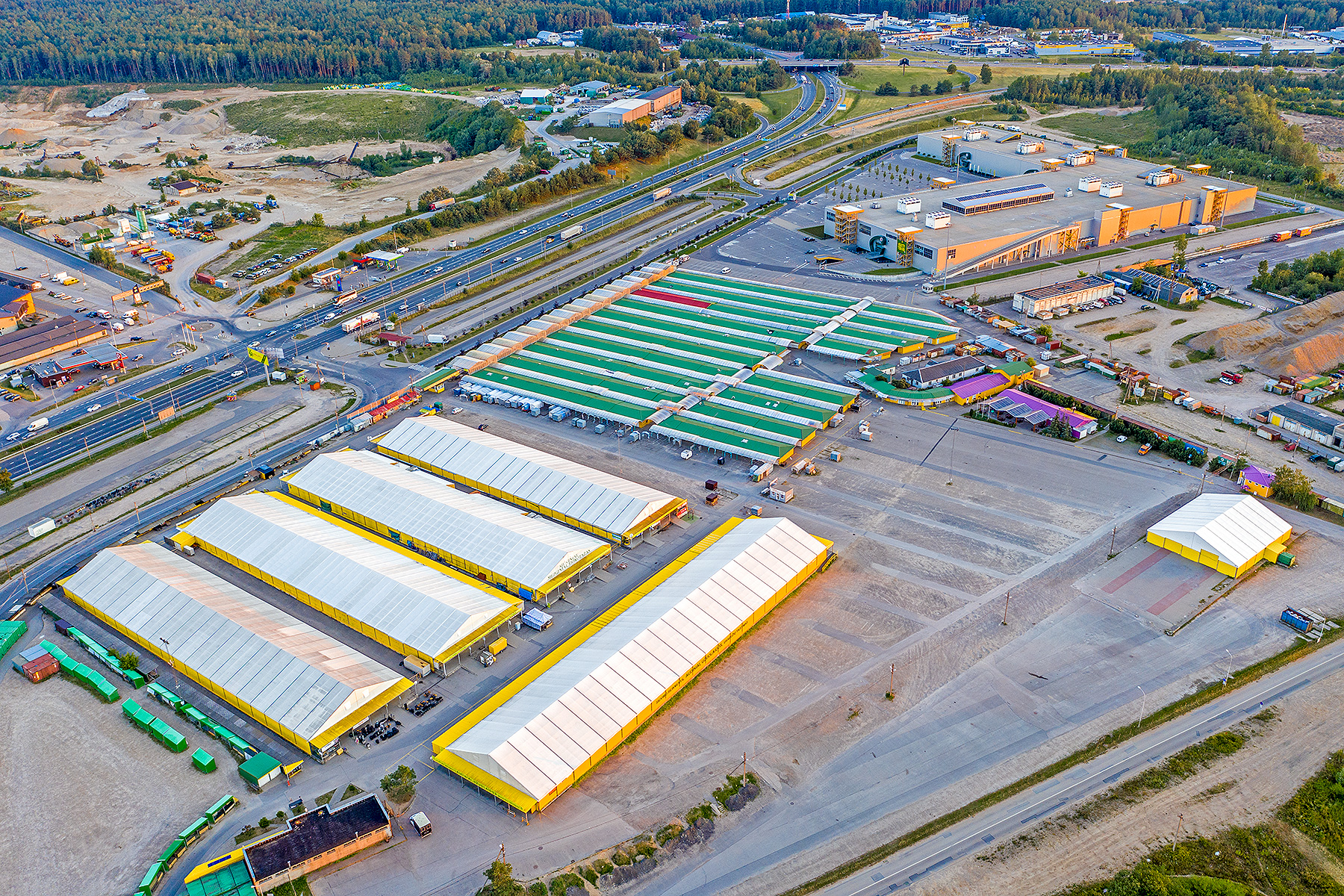

Der Markt Gariūnai (lit. Gariūnų turgus) ist der größte Markt und Handelsplatz in Vilnius, Litauen. Er befindet sich unweit von Paneriai, ca. 11 km vom Stadtzentrum. Hier gibt es 10.000 kleine und mittelständische Unternehmen (Unternehmer). Hierher kommen auch Händler aus Lettland, Estland, Russland und Belarus, die hier Waren für den Weiterverkauf in ihren Ländern einkaufen. Neben modernen gelben Einkaufspavillons wurden 2008 drei große Zelte aufgebaut. Diese werden von Händlern von Ersatzteilen, Haushaltsgeräte, Möbeln, sanitären Anlagen, Arbeitsinstrumenten genutzt.

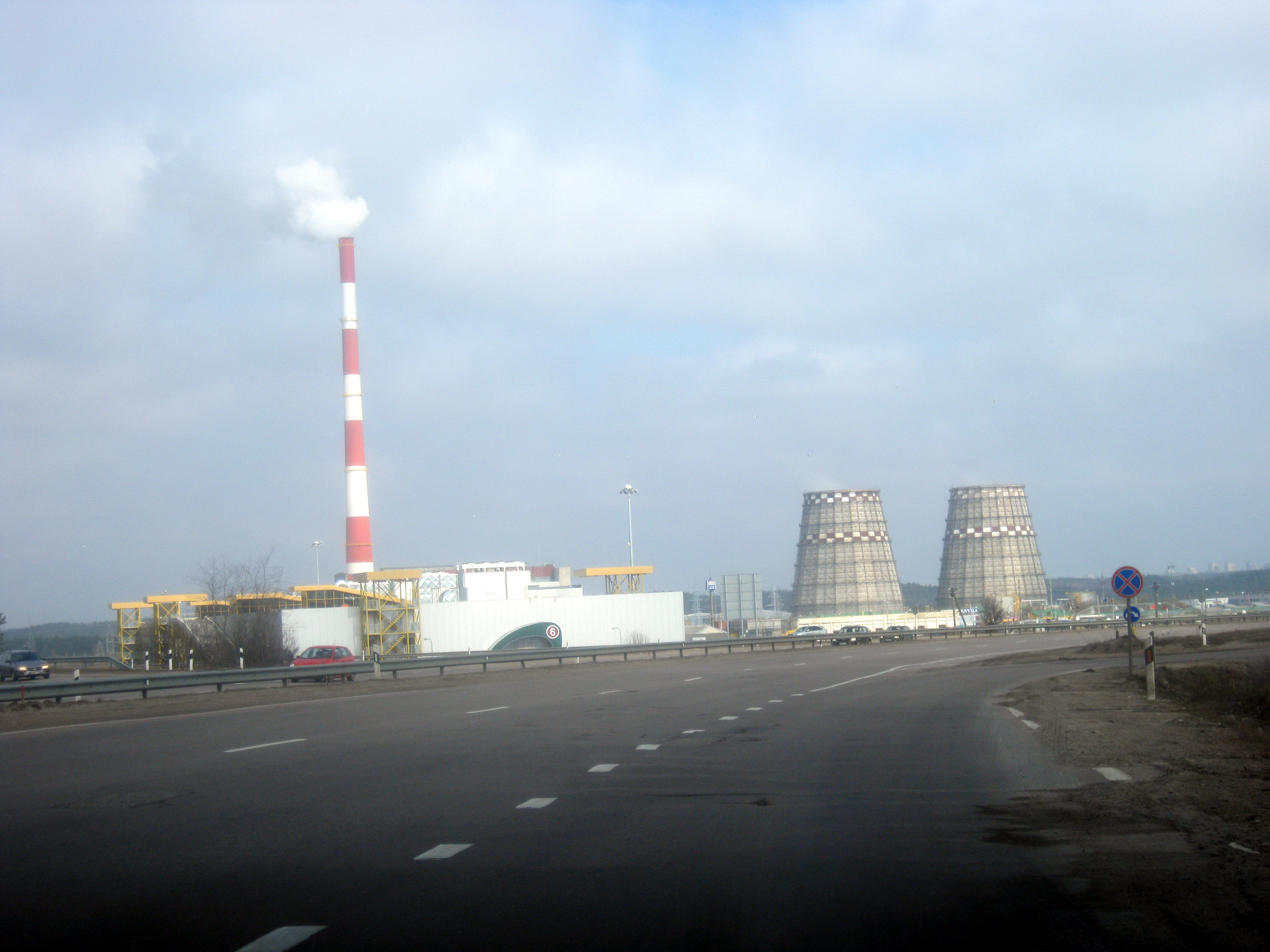
Markt Gariūnai neben dem Kraftwerk

Die Arbeit im Markt Gariūnai organisieren und koordinieren drei litauische Unternehmen (UAB „Jurgena“, UAB „Posūkis“ und UAB „Geruda“).